# Seattle Underground
Als Seattle Underground werden die unterirdischen Gänge und Keller im Stadtzentrum von Seattle im US-Bundesstaat Washington bezeichnet, die durch die Anhebung von Straßen und Gehwegen um 1900 entstanden sind. Sie waren lange Zeit ungenutzt, sind aber in den letzten Jahrzehnten zu einer Touristenattraktion geworden.

## Geschichte
Seattle liegt direkt an der Elliot-Bucht und somit auf Höhe des Meeresspiegels, weshalb es bei Hochwasser oft überschwemmt  wurde. Auch das 1881 eingeführte Abwassersystem mit Wasserspülung war nur bei Niedrigwasser funktionsfähig, bei Hochwasser spülten die Toiletten rückwärts.
Das Geschäftsviertel in der Innenstadt mit seinen Holzhäusern, der sogenannte Business District, brannte beim Großen Brand von Seattle am 6. Juni 1889 vollständig nieder. Die Stadt verbot daraufhin hölzerne Gebäude und beschloss, Teile der Stadt „anzuheben“, um dadurch die Probleme zu lösen. Dazu wurden die Steilufer zum Puget Sound hin abgetragen. Die Straßen wurden mit dem Abraum angefüllt und erhielten dadurch eine gleichmäßigere Steigung.
Da diese Geländearbeiten aber nur langsam vorankamen, wurden die neuen Gebäude vom alten Straßenniveau ausgehend errichtet. Durch das spätere Anheben der Straßen um bis zu zehn Meter entstand eine stellenweise extrem gefährliche Höhendifferenz zwischen Straße und Gehsteig, weshalb im Laufe der Zeit die Gehsteige auf dem neuen Straßenniveau überdeckt und die Hauseingänge in höhere, jetzt „ebenerdige“ Stockwerke verlegt wurden. Die ehemaligen Erdgeschosse wurden zu Kellern.

## Galerie

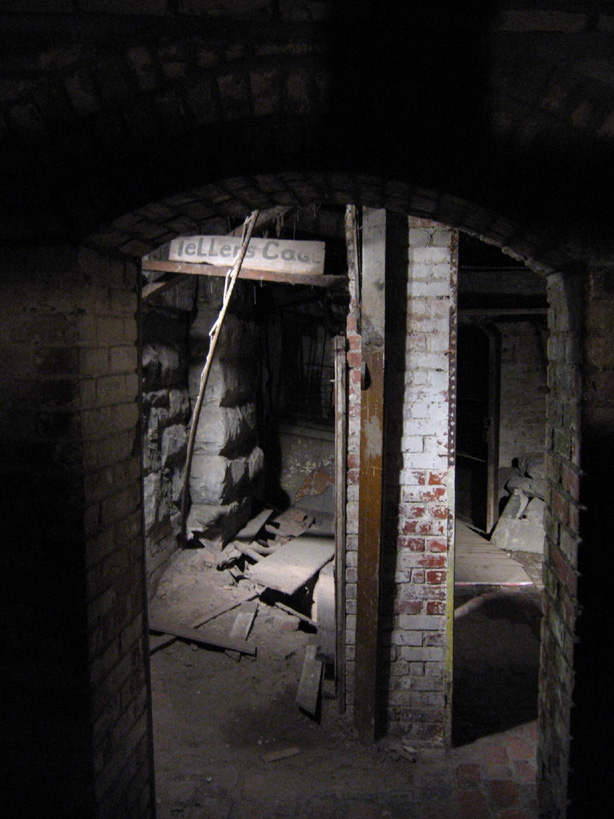
Eine alte Bank
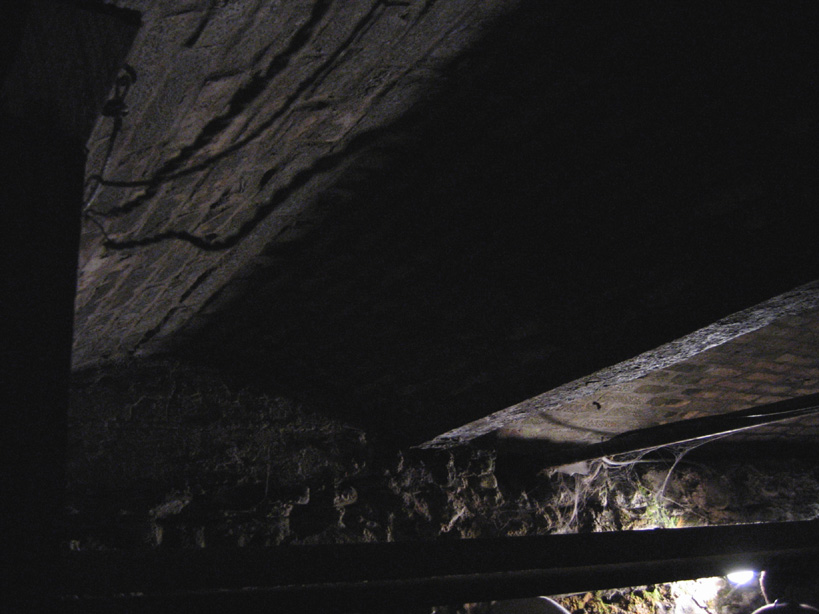
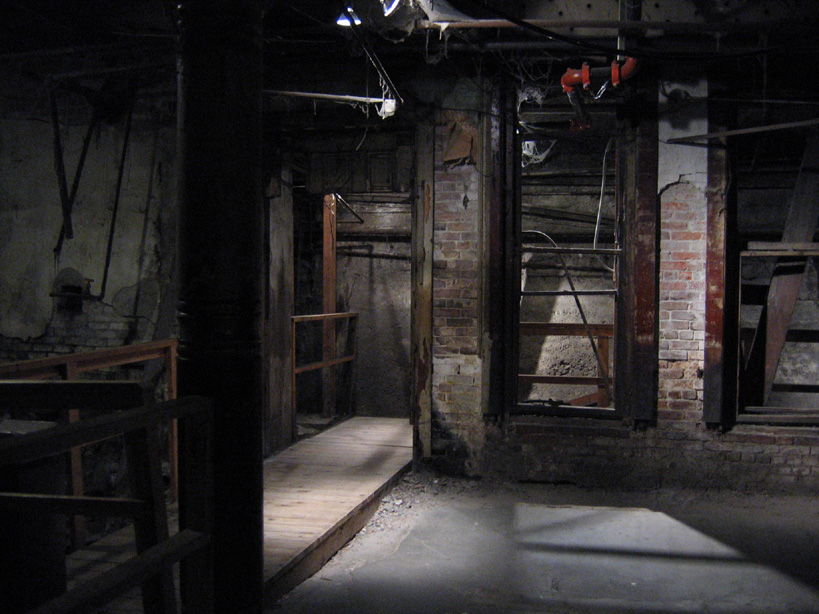
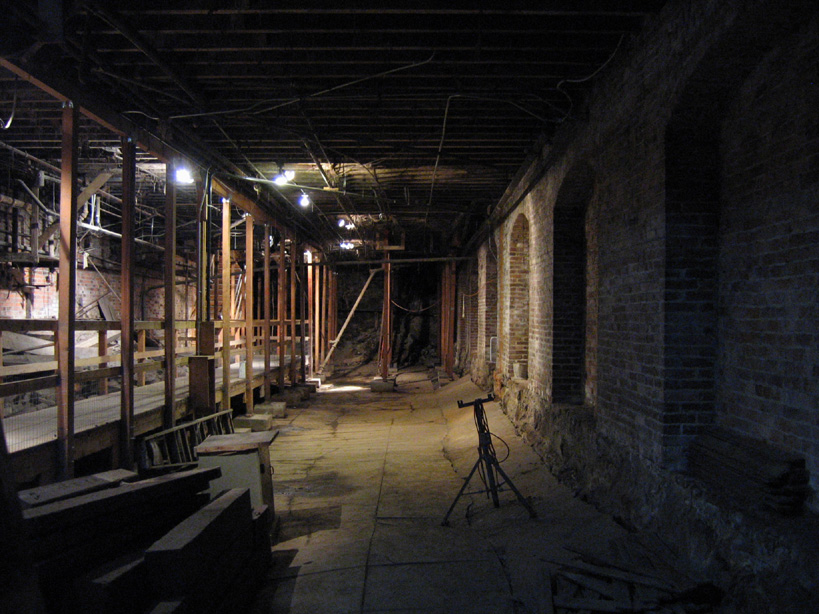
Ein alter Fleischmarkt